# アルトゥーロ・ソリア・イ・マータ
アルトゥーロ・ソリア・イ・マータ（Arturo Soria y Mata、1844年12月15日 - 1920年11月6日）は、スペインの都市理論家、都市計画家、発明家。幾何学者で地理学者、ジャーナリスト。交通の発達により都市が線的に形成されて行く線状都市理論 (es:Ciudad Lineal) を提唱した。
シウダ・リネアル区のマドリッドからの地区の大通りは、現在の地区の名前の由来者。マータに敬意を表し、アルトゥーロ・ソリア通りと名づけられている。
彼は土木技師（Ingeniero de Caminos）の教育を受けてたが、その課程を修了してはいない。
マータの線型都市の考え（1882）  は、中心部と周辺部という都市の伝統的な考えを、道路、鉄道、ガス、水などのインフラの線形部分を構築するという考えに置き換えました。最適な線を構成してから、この線の長さに沿って都市の他の構成要素を取り付けるというもので、同時期のエベネザー・ハワードの同心円図と比較すると、ソリアの直線的な都市は母都市と衛生都市両方の都市を拡大させるのではなく、合理的な方法で1つの成長都市を次々に結合する制御された拡大プロセスのためのインフラストラクチャーを形成していくものであった。

## 人物概要
都市計画の世界に入るまでは、後に大臣となる数学者、ヌエル・バセラに師事し、しばらくは政治の世界に身をおいていた。その後、技術方面の学を修め、企業家になって、数多くの事業計画と発明に精を出す。当時の社会理論家で経済学者のヘンリー・ジョージに私淑しだしたころから過密緩和といった都市問題に興味を示し始め、マドリッド近郊フエンカレルとポスエーロ・デ・アラルコンとを結ぶ馬蹄形線状都市を計画しはじめ、1888年発表する。
1890年には、実際にアラルソンから鉄道線の建設が開始されることとなった。実際には計画に際し強制収用などの措置がとれず、土地利用に関しても規制等の法制が整っておらず、利用も一定せず、現在の姿はマータの理論の姿をとどめていない。
線状都市理論に関しては、マータの死後からドイツにもたらされてさかんに研究され始め、さらにその10年後はロシアのN.A.ミリューチンが著書で理論構築し、これを高山英華が漁村計画として自身の卒業制作にも援用、やがてル・コルビュジエの線状工業都市構想にへと応用されていく。

### 来歴
アラゴン出身のリベラルな家族の子（彼の父はビジュエスカ出身）としてマドリードのグレースの紳士の通りで生まれた 。高校卒業後、彼はスペインの首都の道路の学校への入学準備にヌエル・バセラのアカデミーに入学。バセラの優秀な学生 はしかし、ソリアが自分をばかにしたことを調べた裁判所のメンバーの一人によって拒否権が発動 。学術的仲裁でソリアが病にかかり、教師のベセラ自身は「恥ずべきプロセスに関与した裁判所のメンバー」を葬る。 
1863年に彼は反対運動に勝利、カタストロの新しく開校された学校に入るための準備を開始 。正午鉄道統計局の職員が数学を教え、イサベル2世 (スペイン女王) 統治時代の検閲の圧力を解放しようとするグループと協力し始める。

### 共謀者と政治家として
1865年と1866年の間に、友人フェリペ・デュカスカル (es:Felipe Ducazcal) と協力し、君主的な政府に対して革命的なパンフレットを印刷し、洞窟通りの体育館でリベラル派の陰謀会議に出席  。1866年6月22日には、サンギルの兵舎の蜂起に関与、クエスタ・デ・サント・ドミンゴでバリケードのなかで師のマヌエル・ベセラらと戦う。反乱後、最も有名な陰謀者をいく人か確保するのに役立つ。 このロマンあふれるエピソードの後、彼はカタストロ（地理学の優れた学校）卒業する準備に集中するためのインターンシップ先ナバルカルネロ (es:Navalcarnero) で連絡係として活動し続けるラ・グランジャ (es:La Granja) に運命づけられるように、暴走した革命的指導者からオステンド、パリ、ロンドンへの連絡を受ける。マドリードの家でマヌエル・ベセラの使用人の一人を届けた 。
1868年革命の勝利で、 カタロニアの首都の内閣官房長官の地位でリェイダに、そして1869年にはオウレンセに派遣され、そこで彼はその年の10月2日に連邦の暴動の反乱を鎮圧することができた 。このため、イザベラの大十字架カトリック(当時の最大の市民栄誉)を叙勲されていますが、ソリアはそれを拒否しました   。1870年3月27日、彼はオレンセからラ・コルーニャの内政府に移転。この期間中、彼は地籍の角度測定の精度を向上させるためにTheodolite printer-automaticと呼ばれる発明に捧げられたパンフレットを発行しています 。
1871年に彼はプエルトリコ上級市民政府の事務局員に任命され、そこではマヌエル・ベセラが尽力していた奴隷制度廃止に関する新しい法律の実施に対し奴隷所有のクレオールとその管理に対峙し、辞任を余儀なくされ、スペインに戻る  。しかし、半島への新人は、1873年の春まで一人で残り、プエルトリコ地区ラ・ケブラディラのコルテスで代表者に任命後、1874年に最初のスペイン統治の終わりに彼は政治生活は放棄した(その後16年間関わらなかった) 。

## 路面電車、電話、その他の発明
ソリアが鉄道に抱いていた魅力は、彼が1886年まで特別な関心事から路面電車の会社を発足した年、政治生活から引退した1873年から研究とアプリケーションへ心するように導びかれ、1876年にはソリアによって市場(TEM)が提示され、1878年3月に登場した  が、「路面電車の夢」（ソリアがそれを想像していたとおりスペインの首都に決して根付かなかった）の放棄は、既に働いていたもう一つのプロジェクト開発に導かれてのこと：電話。ソリアはアレクサンドル・グラハム・ベルの実験モデルの拡張と改良から、当時のスペイン政府（1876年 - 1880年）に「世界で最初の電話網になっただろう」という譲歩を要求した  。
このプロジェクトは、最初から官僚的遅れに直面し、その後ソリアのような個人主義者、そして彼の有名な揺るぎない、個人的なイデオロギーが、そのような有望で強力な器まで制限するだろうという疑念にまで直面した  。公式の回答もなく、そしてクリスティーノ・マルトス (es:Cristino Martos) との友情を通して、ソリアは1880年にアルフォンソ12世の閣僚会議の会長であるカノヴァスと会うことができたが間もなく解雇されたため（1881年2月）、政治家からの承認はほとんど役に立たなくなった。最後に、電話ネットワークを運営するためのライセンス付与審査でソリアのプロジェクトは拒否され、別の請願者の銀行家がその実行の特権を与えられた 。起業家と将来の都市計画者の無駄な抗議は、彼のプロジェクトへの「高い偏見」と、再び「エンジニアの一族」の不潔さによって却下されました 。 選択したプロジェクトを組み立てようとする事故や欠陥が、最終的にその変更を引き起こし、かつその拒絶と忘れ物を引き起こすならば、それは誰にとっても慰めにもならない。
その間、 ムルシアで1879年の洪水結果を受けて、ソリアは緊急対策として洪水を制御するのに十分な時間、川、渓谷と通りの浸水を予想して人々に警告を促すパンフレットを発行しました 。このときはどうやら唯一の反応は、一般的公的からの無関心さだった 。 もう一つの発明は、器機の性質と印刷作業のアシスタントとして、トランシット角度のデータをタイポグラフィ文字で自動的に印刷する理論的な文字であった 。

## 都市計画者として
ソリアは、新聞『es:El Progreso』（共和のイデオロギーの進歩的民主党のスポークスマン）の株主であり共同研究者でもあり、科学作家として1882年から名を連ねる。   1882年1月22日、 「Cosas de Madrid」と題された記事が出版され 、彼の偉大な人生のプロジェクトである「Linear City」の発表の手紙を構成する最初のものとして考えられている。
　すべて詳細に直線の上に、所有者と女性が、完璧、快適さ、富、健康、指示、共和国ー要するに、政府の形として。- アルトゥーロソリア
「 スペンサー組織」の影響を自白し、イルデフォンソ・セルダのモットーを支持する「田園地帯を都市化し、都市を農村化する」 ソリアは、衛生、過密、交通問題を解決する都市解決策を開発した。当時の都市において  彼の提案は、都市が約50メートルの広い中央道路の両側に、鉄道または路面電車があり、長さが無制限に伸び、一定の成長を続けるという構想から始まった。電車（鉄道や路面電車）が街の中心となるので、中央通りは市民と住宅の公共サービスに集中します。インフラストラクチャーには、池、庭園、および地方自治体のサービス（防火、清掃およびセキュリティ、保健所）が含まれます。地下には、部屋や台所の暖房用の蒸気のほか、伝統的な郵便配達員に代わる手紙やパッケージを受け取るための空気圧管に加えて、ガス管や水道管が設置されます。駆動力の輸送や光の生産、最新の進歩のための電気ケーブルに加えて、最寄りの機関に接続された電線、および一般の使用のための「みんなが話せる」電話線、が含まれます  。

### «インターメッツォ»キューバ
1886年、トラム・オブ・ステーションズ・アンド・マーケッツ（TEM）の株式を売却したことで、ソリアはシャマルティン・デ・ラ・ロサのキンタ・デ・モーデスに移住し、そこで彼は職人の水に関する研究と執筆を行った。このようにホアキン・ヒメネス・デルガドによって題された研究から、地下および現在のマドリード州で 三年後の1889年7月にキューバなどでの税関検査官としてハバナ に旅だち、その後、1890年に戻ってから、島での一般的な国家介入、フィリピンに関する上院委員会に行政運営の様々な位置を開催し、そして財務省の税関の長として、海外省で同様の地位を占めることになるが最後にはリニアシティのプロジェクトに専念するために辞任 。

### リニアシティ
「マドリード周辺の全てのロットはアギオニストの目的で購入されています。誰も建てるつもりはありませんが、住宅がないときにそれを悪用する人口のニーズを予測するために、再販価格を上げることを計画していません... 」
Arturo Soria（1883）
1894年3月3日には、マドリレーニャ都市化会社を設立  、ソリアは50歳で1920年11月に亡くなるまで代表を務めていた。当初の目的は、マドリード出身アーバニストの「夢の線形」、19世紀後半のマドリードを取り巻く約43キロメートル範囲の都市ベルト、フエンカラルの町から時計回りに回り、ポズエロ・デ・アラルコンにカニヤス、ホルタレザ、ヴィガルヴァロ、バレカス、ビジャベルデ、カラバンチェルの自治体 を形成すること。
彼のプロジェクトを支持し認可してもらうために、ソリアは建築衛生学会に意見を求めたが、よい返事を受けなかった。地理学会はこの考えに反対し、王立医学アカデミーは棄権し、王立科学アカデミーはそれを支持。その部分については、開発省は特許を否定、マドリード市はミューティスを作成。ソリア自身が感じるのには、無関心と反対の連鎖の背後には、「マドリードの自治体の土壌の周りに生み出された利益と、行政側のすべての革新的なイノベーティブに対するスペインの官僚制度の特徴」   だった。
長いやりとりの後、結果公共事業としてでなく開始、マドリッド-アルカラの大司教は、最初の石ずえを祝福。 選ばれたプロットは、カミノ・デ・ラ・クエルダの労働の土地で、カニレハスの自治体に属し、その上に建築家マリアーノ・ベルマスによって設計された戸建ての家を建てた。このように、将来のリニアシティの第一段階が始まる。
プロジェクトは、マドリードの北東部の乾燥した開拓地チャマルティン・デ・ラ・ローザ (es:Chamartínde la Rosa) と旧アラゴン高速道路 (es:Calle deAlcalá) 間の再開発を含み、この目的のために、1895年に、ベルマス自身が一般にツリーフェスティバルと呼ばれるものを開催 、最初の3年間に3000以上の木がゾーンに植えられました 。このプロセスは、都市化されたブロックの1つに育樹園を作ることで強化されました。その例は後にマドリードの他の地域にも拡張され、1911年には、それを起動しようとした会社であるマドリッド都市化会社のしごとはマドリッドの北部とコルメナール・ビエホ市を結ぶために建設した路面電車の全ルートに及んだ  。
　私たちは、無限の進歩を信じています, 制限なし, 用語なし, 終わりはありません；私たちは、私たちが知っているより完全でないものに潜在的に含まれるより完全な新しいものの出現を信じています。　ーアルトゥーロソリア、プログレソ・インデフィニド（1898）

### 開始と存続
このプロジェクトは、マドリードのヘラルドやラ・リアセンシア・デ・エスパニャ、海外ではル・フィガロ、などいくつかの英語雑誌などの出版物によって紹介されました 。 第1段階は、テストとして1911年に都市化されたが、その解決と調整から総開発は20世紀初頭から世紀半ばの資金不足によって遅れるとみられた。
野心的なプロジェクト、「環状道路のある脊椎動物都市」を完成させるという原始的な考え方  や繰り返し先見の明の執着と呼ばれ、彼は’14年からの大戦勃発によって引き起こされた経済危機など最も重要な瞬間を過ごした。
後に回収され公開された文書に照らしてみると   、当初から徐々に、アルトゥーロ・ソリアが作り出す目的のリニア・シティの立ち上げと発展は、常に挫折と犠牲者であり、その多くは政権自身によっても引き起こされた。スペイン首都の国家および市議会で、1919年に特別調査官がCMUビジネスコンプレックスを監査するために任命され、その最初の監査勧告は、ソリアが取締役に置き換えられたこととなる。  

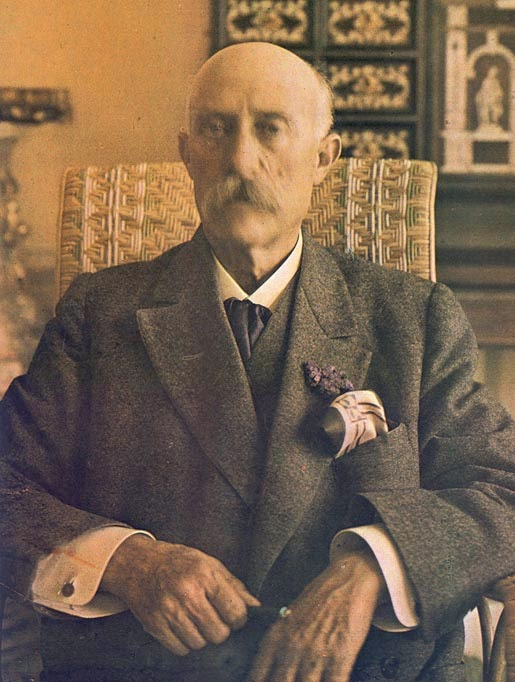
アルトゥーロ・ソリアの、おそらく1915年頃に「ヴィラ・ルビン」 でつくられた家族肖像画

未完成の仕事の起業家マネージャーとしてのアルトゥーロ・ソリアの姿の様々な研究は、それが開発されたスペインの歴史の期間の試みと特性の時間、評価と特性を与えるだけの視点と休戦から分析されている    。
こうして、いくつかのケースでは、都市計画者のものとは対照的な特定の派閥やイデオロギーだけでなく、現代の競争会社の利益の連鎖(マドリードのトラム社会の強力な「支持」などは、ウルキホのマルキス (es:Estanislao_de_Urquijo_y_Ussía) による）によって統制されるが、おそらく制御されえない要素の物理的な妨害とその結束力は、発見も判断もされなかったとそれは説明され  そして、共同体機関の耳の聞こえない行政と制度の妨害は、ソリアの哲学とパートナーの野心またはより機能的なビジョンとの間に、ビジネス上の意見の相違をもたらした 。ソリアの思想とそのモットー「シウダー・リネアルに、各家族の家、そして各家に果樹園、庭園」  全体3万住民を収容することを意図した8年ののち、1920年にプロモーターの死とともに姿を消した。 1936年7月のスペイン南北戦争の勃発は、この地域の都市化の既に貧弱で乱雑なペースを麻痺させ、紛争後、シャレーの直線的な都市を支援し社会統合するという思想と概念は、拒絶された。そして後には茂った樹木だけが残った 。
　マドリードのほとんどの通りのように、木が生育できることができないところで、人々は生きてはならない。- アルトゥーロソリア

## 編集者として
アルトゥーロ・ソリアは、1870年代以来批判的で時には攻撃的なジャーナリズムの定期的な開業者であり、マドリレーニャ都市化協会(CMU)のビジネス・エンポリアムを利用して、風刺的に批判的な都市新聞を主宰していた。ラ・ディクタドゥラ（独裁）のロカンボレスコ (es:Rocambole) のタイトルと「ペリオディコ・モナーニコ」というさらにジェカントなモットーは、しかし、スペインの都市計画雑誌として最初のモデルの一つを提示となった 。
1895年10月5日にCMUのプレスオルガンとして最初の号が登場し、キンタ・デ・モーデス(リニア市に「ヴィラ・ルビン」が建設されるまでソリアの家)に書き込みを行ったラ・ディクタドゥラ  は、1年しか続かなかった 。その後、1897年3月に、ラ・ディクタドゥラによって残された空隙を埋めるために、雑誌『La Ciudad』リネアルが作成され、後にラ・シウダー・リニアル、衛生、農業、エンジニアリング、都市化のジャーナルと改名。そして南北戦争の間も、障壁の声が現れた。

## 神学者として
神学者としての彼の側面は、雑誌『Sophia』に掲載されている記事のコレクションで研究することができる。
科学と哲学的思考、数学と社会意識を合成し、彼は繰り返し「自然の幾何学」のための弁護士として自分自身を提示し、スペンサーとダーウィンの崇拝者、幾何学やピタゴラスの彼の面を演出«フランスの数学者コーシーによって記述された通常の多面体を開発し、構築することができる»  など、彼が想像力豊かで社会奉仕的でほとんど遊び心のある方法で定義する、種の多面的な起源、は、50歳で出版した作品である。 

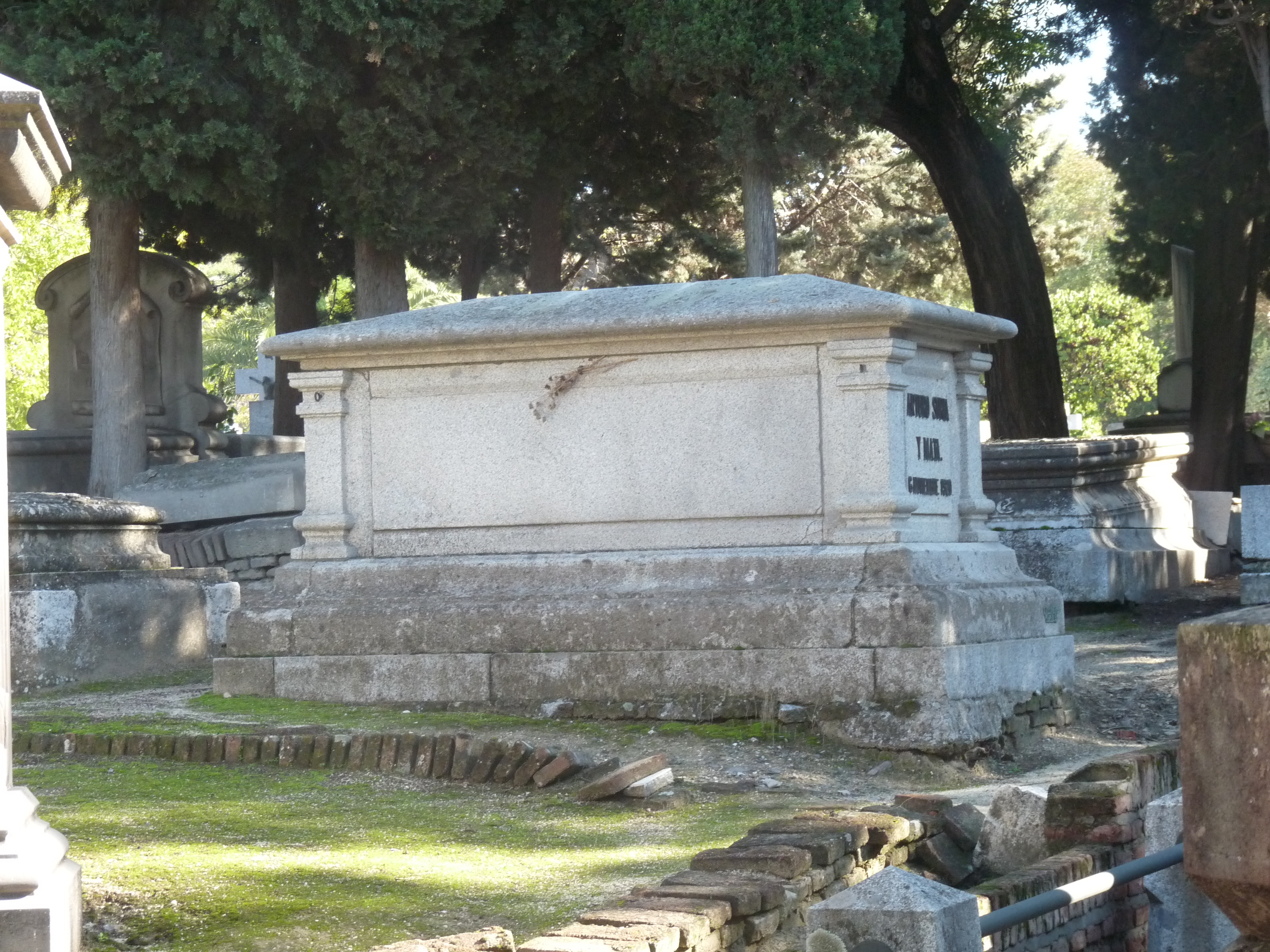
マドリードの市民墓地にあるArturo Soriaの墓。

## 市民の墓に

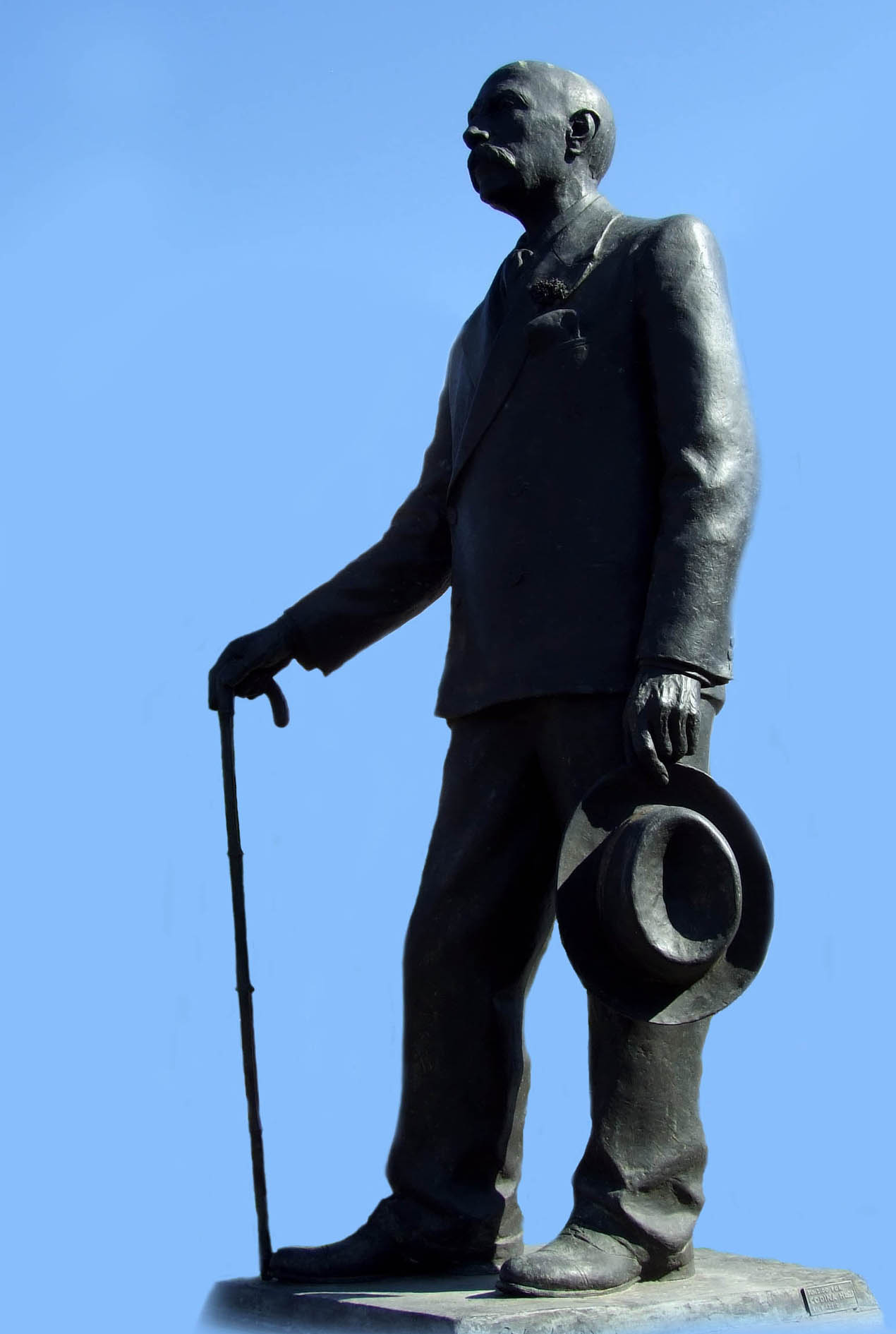
線状都市で彼の名前を冠する通りに位置するArturo Soriaに捧げられた像。

1920年に76歳で亡くなり、ニュースとして20の出版物にまとめられた。そのうちの何人かは、約2000人が彼の葬儀に出席し、棺がCiudad Linealからエリパ (es:Ventas) まで運ばれ、そしてマドリッドの市民墓地に埋葬されたと報告している。

アルトゥーロソリアの家系図では、妻ジュリアエルナンデスルビン、子供であるルイス（1921年までブラジルに移住したCMUの副理事長）アルトゥロ（自由党の副総裁、副総裁）がいる。ほかに彼の多数の孫に加えてマドリード州ディプタシオン州および王国上院議員、ならびにエミリオおよびカルロス（それぞれCMUの副所長および書記） がいる。

## 謝辞
- メトロ・デ・マドリッドにシウダー・リネアル のArturo Soria （ 4号線 ）駅が存在。
- 1982年、都市の解決策として直線的都市という考えを発表して100周年を迎えるため、マドリッド大学の土木工学部でいくつかのイベント、会議、展示会が開催された。
- マドリード市議会は、彼の名を冠する大通りに沿って、1992年にリコールに、ラファエル・Cidonchaによる、122号の高さに位置するブロンズ彫刻を、アベニューアメリカ高架橋通りに設けた。

## 作品・著作
- Arturo SoriaとMataによってマドリッドのアテネオで開催された都市の新しい建築についての会議 （1894年）。 [43]
- 種の多面体起源 （1894）
- 種の多面体起源への貢献 （1896年）。
- タレントメーター （1902）。
- 創世記 （1913）
- 安い哲学：社会学 - 科学ノート （1926）
- Lacitélinéaire：コンセプチュアルヌーヴェル注ぐl'aménagementdes villes （1926）。 [44]
- マドリッドの物語：メモと地方自治体の解説 （1935）

ソフィアに掲載されたいくつかの記事
- 創世記 （1897-1898）。 [45]
- キリスト教以前の科学：ピタゴラスの進化論 （1899）
- 宇宙の形 （1900年）
- スピリチュアルメカニクス：教育 （1902）